# Sistemul celor cinci mări
| Imagine indisponibilă                        |  | Imagine indisponibilă          |
| Sistemul celor cinci mări în Rusia europeană |  | Organizarea sistemului fluvial |

| Imagine indisponibilă |  | Imagine indisponibilă |
| Marea Baltică.        |  | Marea Neagră.         |

Sistemul celor cinci mări reprezintă un sistem de canale navigabile care conectează mările Caspică, Azov, Neagră, Baltică și Albă, edificat de către Uniunea Sovietică, pentru a conecta cele trei teatre militare de operații vestice.
Construcția sa a avut în vedere constrângerile impuse puterii navale sovietice, obligată atât în Marea Neagră să respecte stipulațile Convenției de la Montreux, care oferă Turciei posibilitatea de a limita tranzitul vaselor militare prin strâmtorile dintre mările Mediterană și Neagră, cât și în Marea Baltică să facă față posibilității închiderii strâmtorilor prin care aceasta comunică cu Oceanul Atlantic.
Canale au fost proiectate astfel încât să permită trecerea navelor cu deplasament mai mic de 5.000 de tone. Sistemul a fost finalizat în 1976, odată cu lărgirea secțiunii nordice, care, a putut permite astfel tranzitul între Marea Baltică și zona Arctică. Deși a fost facilitată considerabil mișcarea navelor între diversele flote, cele mai mari vase sunt încă obligate, la nevoie, să tranziteze Atlanticul.
Mișcarea de tranzit între flotele militare ruse este acum considerabil facilitată, dar pentru cele mai mari nave este încă necesar să folosească pentru pasaj Atlanticul.